# Право на спадок (фільм, 2007)
«Право на спадок» (англ. Freeheld) — американський документальний фільм 2007 року, відзнятий режисером Сінтією Вейд. У 2008 році він отримав «Оскар» за найкращий короткометражний фільм.

## Сюжет
Лейтенант поліції зі штату Нью-Джерсі Лорел Гестер смертельно хвора на рак легенів, жити їй залишилося не понад рік. Все, чого вона хоче, це передати свої пенсійні накопичення супутниці життя Стейсі, щоб та могла продовжити жити в їхньому спільному домі. І хоча закони в принципі дозволяють це, але останнє слово за місцевою владою, що виступає категорично проти, мотивуючи це тим, що формально жінки не перебувають у «шлюбі».
Все своє життя Гестер боролася за життя і свободу інших людей. Та в останні дні свого життя вона вступає в останній бій — за майбутнє єдиної близької їй людини…

## Нагороди
- 2009 : Міжнародний ЛГБТ-кінофестиваль «Бок о Бок»: Найкращий соціальний фільм
- 2008 : Американська академія кіномистецтва: «Оскар» за найкращий короткометражний фільм
- 2007 : Нью-Йоркський ЛГБТ-Кінофестиваль: Найкращий документальний короткометражний фільм

## Відзнаки
- 2007 : Бостонський Незалежний Кінофестиваль: Приз глядацьких симпатій
- 2007 : Кінофестиваль «Outfest»: Приз глядацьких симпатій
- 2007 : Палм-Спрінгс міжнародний фестиваль короткометражного кіно: Приз глядацьких симпатій, Приз журі
- 2007 : Сіетлський Міжнародний Кінофестиваль: Спеціальний приз журі — найкращий короткометражний фільм
- 2007 : Кінофестиваль «Санденс»: Спеціальний приз журі — найкращий короткометражний фільм